# Мокеркалф
Мокеркалф (буквално: „Телето от Мъглата”) в скандинавската митология е персонаж, войнствено същество, направено от йотуните от глина, за да помогне на каменния великан Хрунгнир в битката му с Тор. Хрунгнир, чийто кон Гулфакси не изоставал от великия Слейпнир, бил поканен на пиршество с асите. Пиян, великанът заявил, че ще разруши Асгард и ще управлява вместо тях. Тор го предизвикал на двубой след три дни. Йотуните изготвили за Хрунгнир щит и боен другар - Мокеркалф.
Той бил описван като черен, три метра висок исполин, фактически безполов, но литературни източници му придават мъжки пол. Неговото предназначение го определяло само за битки и схватки - според мита се сражавал с Тялви, човешкия помощник на Тор.
Ето как го описва Младата Еда на Снори Стурлусон:
Триста великана веднага се захванали за работа, и сутринта на третия ден такъв щит бил готов. Той бил изготвен от най-дебелите дъбови стволове и огромните гранитни плочи. Освен това йотуните сътворили от глина исполин Мокеркалф за помощ на Хрунгнир, същество, безскрупулно и очакващо сражение.
Митът(съкратено)гласи следното:
Хрунгнир, владетелят на Каменните планини, княз на Йотунхайм, участвал в облог с Один. Заклел се, че неговият четирикрак кон Гулфакси не е по-малко велик от осмокракия Слейпнир - коня на Один. И наистина, жребецът на йотуна не изоставал от Слейпнир по целия път от Утгард до Асгард. Асите поканили Хрунгнир с тях на обяд. Пиян, великанът рекъл, че ще унищожи Асгард и ще стане владетел вместо тях. Тор предизвикал йотуна на двубой след три дни, тъй като великанът дошъл невъоръжен. За този срок великаните изготвили за Хрунгнир мощен щит и помощник в битка - глинен гигант Мокеркалф, истински керамичен берзеркер. Тор също имал боен другар - Тялви, най-сръчен човек мечоносец. Тор и Хрунгнир се пресрещнали, великанът ударил аса с щита си, а Тор ударил великана с чука си Мьолнир. В резултат на това Тор бил зашеметен, а Хрунгнир - убит, падайки върху тялото на противника си. Мокеркалф се изплашил, но Тялви не му позволил да избяга. Глиненият великан бил принуден да се сражава с помощника на Тор. След кратка схватка Мокеркалф чупи гръбнака на противника си, но Тялви успява да завре меча си в гърдите на глинения великан. Мокеркалф издъхва, но събира сетни сили да довърши другаря на Тор. Агонията на двамата се чува в Асгард, пристига Магни и освобождава баща си от тялото на Хрунгнир.
Мокеркалф се споменава в Скалдскапармал, описван е от Рудолф Зимек и Анди Орчард (Rudolf Simek: Lexikon der germanischen Mythologie. 3 Auflage. Kröner Verlag, Stuttgart 2006, ISBN 3-520-36803-X. Orchard, Andy (1997). Dictionary of Norse Myth and Legend. Cassell. ISBN 0-304-34520-2). 